# Туляганов, Хабибулла Тулягинович
Хабибулла Тулягинович Туляганов (1917—2000) — советский хозяйственный, государственный и политический деятель.

## Биография
Родился в 1917 году в Ташкенте. Член КПСС с 1939 года.
С 1940 года — на хозяйственной, общественной и политической работе. В 1940—1996 гг. — начальник гидрогеологического отряда в Туркменском геологическом управлении, участник Великой Отечественной войны, гидрогеолог, инженер, главный инженер, заместитель управляющего рудника «Апартак» в городе Ангрен, затем в Управлении тяжелой промышленности Совета Министров Узбекистана, полевые исследования, начальник Главного управления геологии и охраны недр, председатель Государственного производственного комитета геологии, министр геологии Узбекской ССР.
За открытие и разведку крупных запасов газа, газового конденсата и газовой серы в рифовых комплексах Узбекистана, обеспечивших расширение топливно-сырьевой базы страны в составе коллектива был удостоен Государственной премии СССР в области техники 1979 года.
Избирался депутатом Верховного Совета Узбекской ССР 5-го, 6-го, 7-го, 8-го, 9-го, 10-го созывов.
Умер в Ташкенте в 2000 году.